# Angus Oblong
Angus Oblong es el creador estadounidense de la serie animada Los Oblongs y el autor del libro La Siniestra Susie y otras historias para gente rara (1993), además de otros trabajos, entre ellos una obra de teatro llamada The victorian hotel.
Sus historias las escribe a menudo para que parezcan cuentos para niños, pero en su narración usa temas que son para adultos; generalmente usa personajes con deformidades, posesiones demoníacas o asesinatos entre otros asuntos. Su estilo se parece a los trabajos de Edward Gorey y Tim Burton. 

## Obra
Su libro La Siniestra Susie y otras historias para gente rara consiste en trece historias cortas del humor negro adulto (incluyen situaciones de canibalismo, asesinato y referencias sexuales) ilustradas con dibujos del autor. 
La serie animada Los Oblongs trata sobre una familia donde todos los integrantes de esta familia sufren alguna deformidad o algún defecto físico o mental debido a que viven en un pobre vecindario contaminado por los desechos tóxicos vertidos en el drenaje por la alta sociedad de la ciudad. En la serie intervienen muchos de los personajes creados para La Siniestra Susie y otras historias para gente rara.